# Eva Lechner
Eva Lechner (Bozen, 1 de juliol de 1985) és una ciclista italiana que competeix en les modalitats de ciclisme de muntanya, ciclocròs i carretera.
Ha guanyat 9 medalles al Campionat Mundial de Ciclisme de Muntanya entre els anys 2005 i 2015, i 10 medalles al Campionat Europeu de Ciclisme de Muntanya entre els anys 2005 i 2015.
En ciclocròs va obtenir una medalla de plata al Campionat Mundial de Ciclocròs de 2014.

## Palmarès en ciclisme de muntanya
- 2005
  -  Campiona d'Europa en Camp a través per relleus (amb Marco Bui, Toni Longo i Johannes Schweiggl)
- 2007
  -  Campiona d'Europa sub-23 en Camp a través
- 2009
  -  Campiona del món en Camp a través per relleus (amb Marco Aurelio Fontana, Gerhard Kerschbaumer i Cristian Cominelli)
- 2012
  -  Campiona del món en Camp a través per relleus (amb Marco Aurelio Fontana, Beltain Schmid i Luca Braidot)
  -  Campiona d'Europa en Camp a través per relleus (amb Michele Casagrande, Gioele Bertolini i Luca Braidot)
- 2013
  -  Campiona del món en Camp a través per relleus (amb Marco Aurelio Fontana, Gerhard Kerschbaumer i Gioele Bertolini)
  -  Campiona d'Europa en Camp a través per relleus (amb Marco Aurelio Fontana, Gioele Bertolini i Gerhard Kerschbaumer)

## Palmarès en ciclocròs
- 2008-2009
  -  Campiona d'Itàlia en ciclocròs
- 2009-2010
  -  Campiona d'Itàlia en ciclocròs
- 2011-2012
  -  Campiona d'Itàlia en ciclocròs
- 2012-2013
  -  Campiona d'Itàlia en ciclocròs
- 2013-2014
  -  Campiona d'Itàlia en ciclocròs
- 2014-2015
  -  Campiona d'Itàlia en ciclocròs
- 2016-2017
  -  Campiona d'Itàlia en ciclocròs

## Palmarès en ruta
- 2007
  -  Campiona d'Itàlia en ruta